# Brdo (Manětín)
Brdo (německy Brdo) je vesnice, část města Manětín v severní části okresu Plzeň-sever v Plzeňském kraji. Katastrální území zaujímá 388,42 hektaru.

## Název
Původně pomístní jméno brdo ve staročeštině označovalo vrch, který míval skalnatý hřeben. V historických pramenech se jméno objevuje ve tvarech: „de Birda“ (1321), „de Berd“ (1325) a brdo (1546).

## Historie
První písemná zmínka pochází z roku 1321.
V devatenáctém století vesnice patřila ke křečovské faře a od roku 1859 k manětínské farnosti. Do Manětína také docházely děti z Brda do školy, s výjimkou let 1935–1938, kdy chodily do Hrádku, v němž tehdy fungovala česká menšinová obecní škola.

## Přírodní poměry
Vesnice se nachází na strmém svahu nad Hrádeckým potokem, tři kilometry severovýchodně od Manětína v nadmořské výšce 450 metrů. Leží na západním okraji přírodního parku Horní Střela. Brdo sousedí na severu s Hrádkem, na jihovýchodě s osadou Kocanda, na jihozápadě s Vuršovým Mlýnem a Manětínem.

## Obyvatelstvo
Při sčítání lidu v roce 1921 zde žilo 86 obyvatel (z toho 36 mužů), z nichž bylo 84 Čechoslováků a dva cizinci. Kromě jednoho člena nezjišťovaných církví byli římskými katolíky. Podle sčítání lidu z roku 1930 měla vesnice 83 obyvatel: 82 Čechoslováků a jednoho Němce. Většina se hlásila k římskokatolické církvi, ale ve vsi žili také dva evangelíci, sedm členů církve československé a jeden člověk bez vyznání.
| Rok            | 1869 | 1880 | 1890 | 1900 | 1910 | 1921 | 1930 | 1950 | 1961 | 1970 | 1980 | 1991 | 2001 | 2011 | 2021 |
| -------------- | ---- | ---- | ---- | ---- | ---- | ---- | ---- | ---- | ---- | ---- | ---- | ---- | ---- | ---- | ---- |
| Počet obyvatel | 116  | 112  | 85   | 72   | 86   | 86   | 83   | 48   | 44   | 33   | 29   | 30   | 27   | 27   | 18   |
| Počet domů     | 15   | 15   | 14   | 15   | 15   | 16   | 16   | 19   | 19   | 11   | 11   | 9    | 13   | 17   | 17   |

## Obecní správa
Po zrušení patrimoniální správy se vesnice v roce 1850 stala osadou obce Česká Doubravice. Roku 1878 se Brdo stalo samostatnou obcí, jejíž obecní úřad ukončil činnost 10. května 1945, kdy jej nahradil místní národní výbor. Od roku 1960 je částí města Manětín v okrese Plzeň-sever.
Starosty obce byli:
- Josef Malec (1878–1881)
- Josef Hanzlíček (188–1884)
- Josef Malec (1885–1889)
- Vojtěch Jícha (1890–1895)
- Jan Korsa (1896–1898)
- Josef Hanzlíček (1899–1901)
- Martin Bušek (1902)
- František Pešek (1903–1904)
- Josef Soukup (1905–1908)
- Martin Bulín (1908–1911)
- Josef Soukup (1911–1914)
- Jan Korsa (1914–1919)
- Václav Číže (1919–1921)
- Matěj Maxa (1922–1932)
- Josef Bulín (1932–1938)
- Jan Havlík (1938–1941)
- Josef Bulín (1942–1945)

## Pamětihodnosti
- Dům čp. 11[11]
- Frantův mlýn v údolí Manětínského potoka[12]
- Eneolitické hradiště a zaniklý hrad Brdo na hranici katastrálního území mezi Brdem a Hrádkem
- Kaple na návsi z roku 1894[13]
- U silnice do Manětína stojí dvě kaple ze druhé poloviny devatenáctého století. Uvnitř jedné z nich stojí socha svatého Jana Nepomuckého z roku 1773 na soklu, který je o padesát let starší.[13]

## Galerie

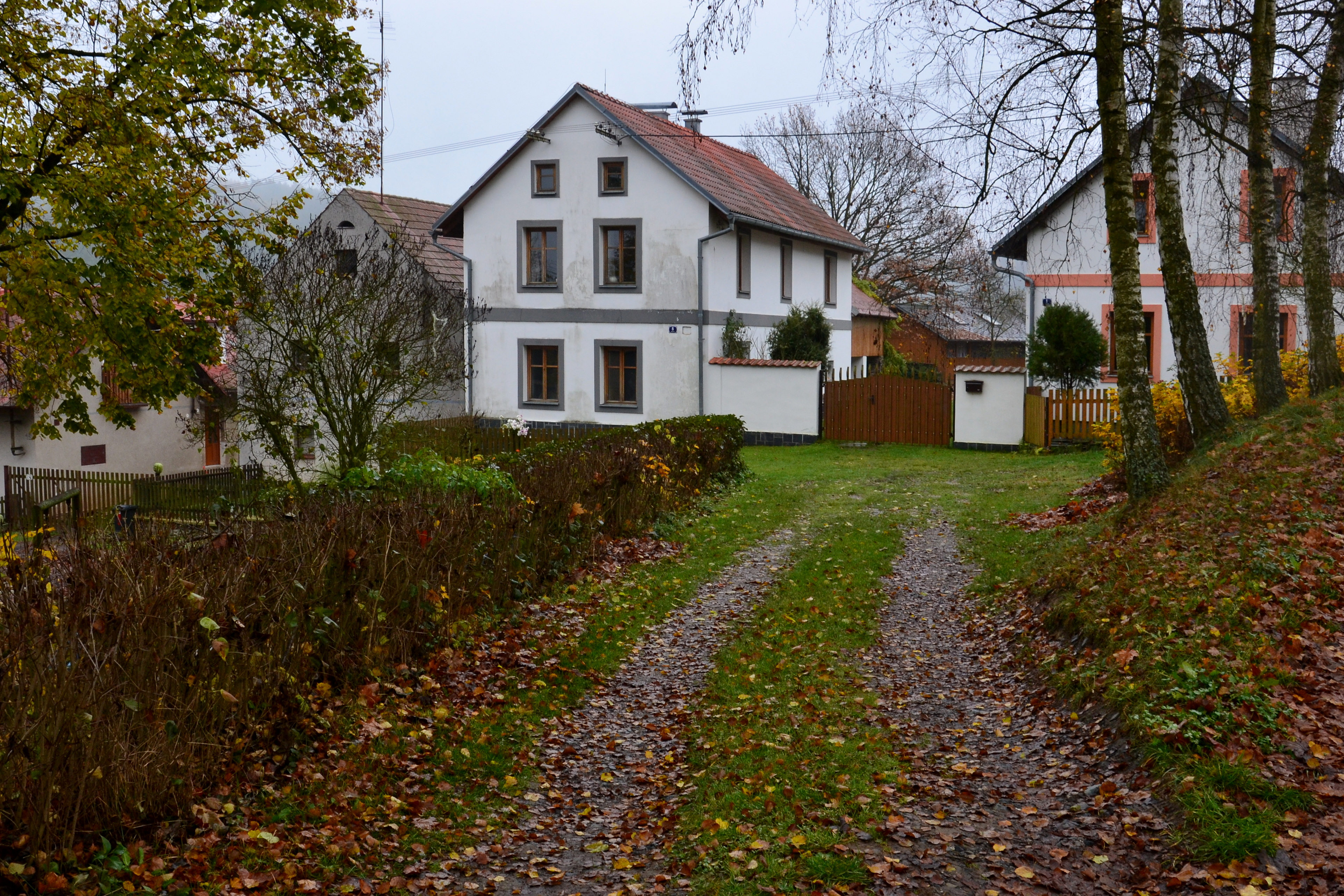
Domy na návsi
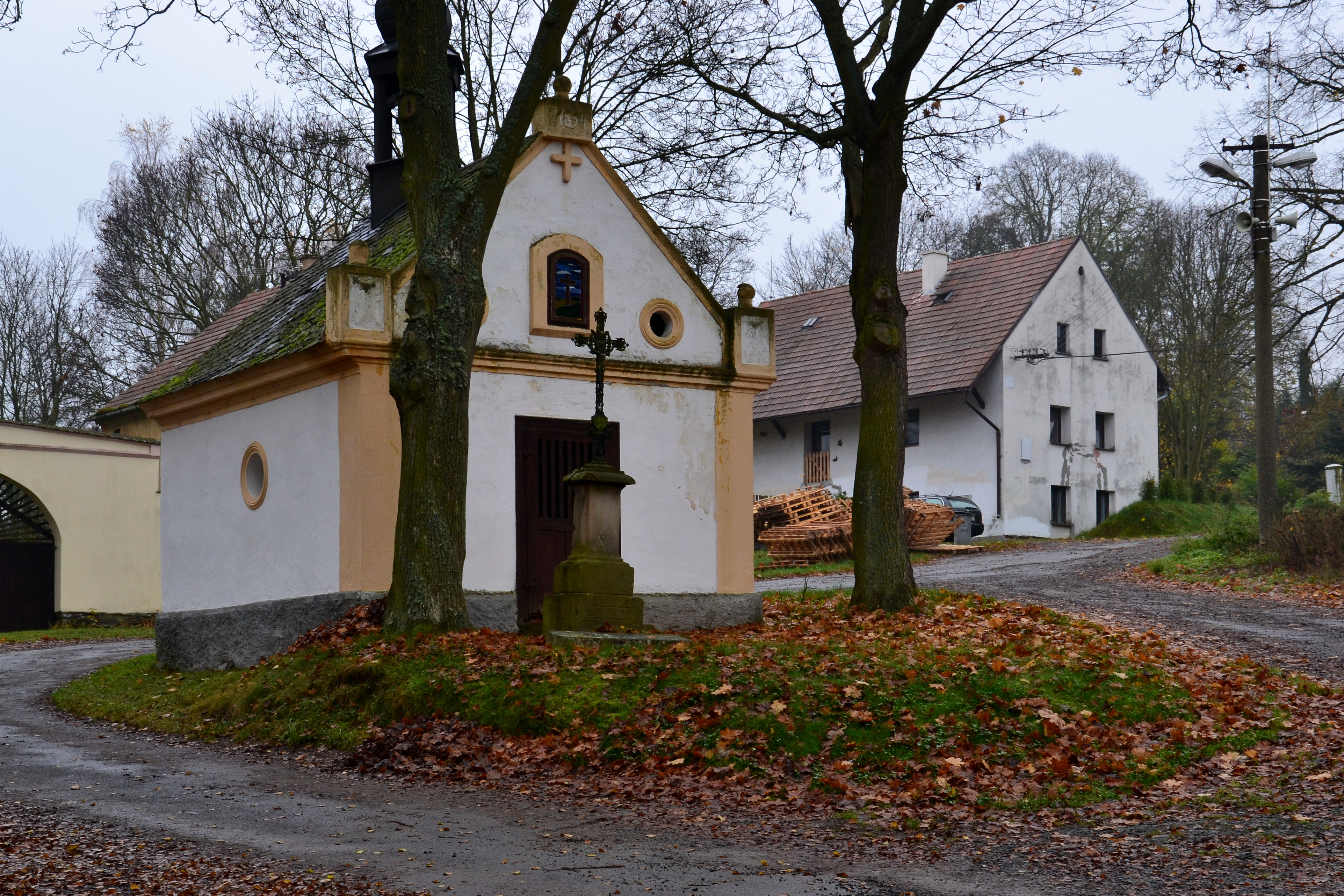
Kaple
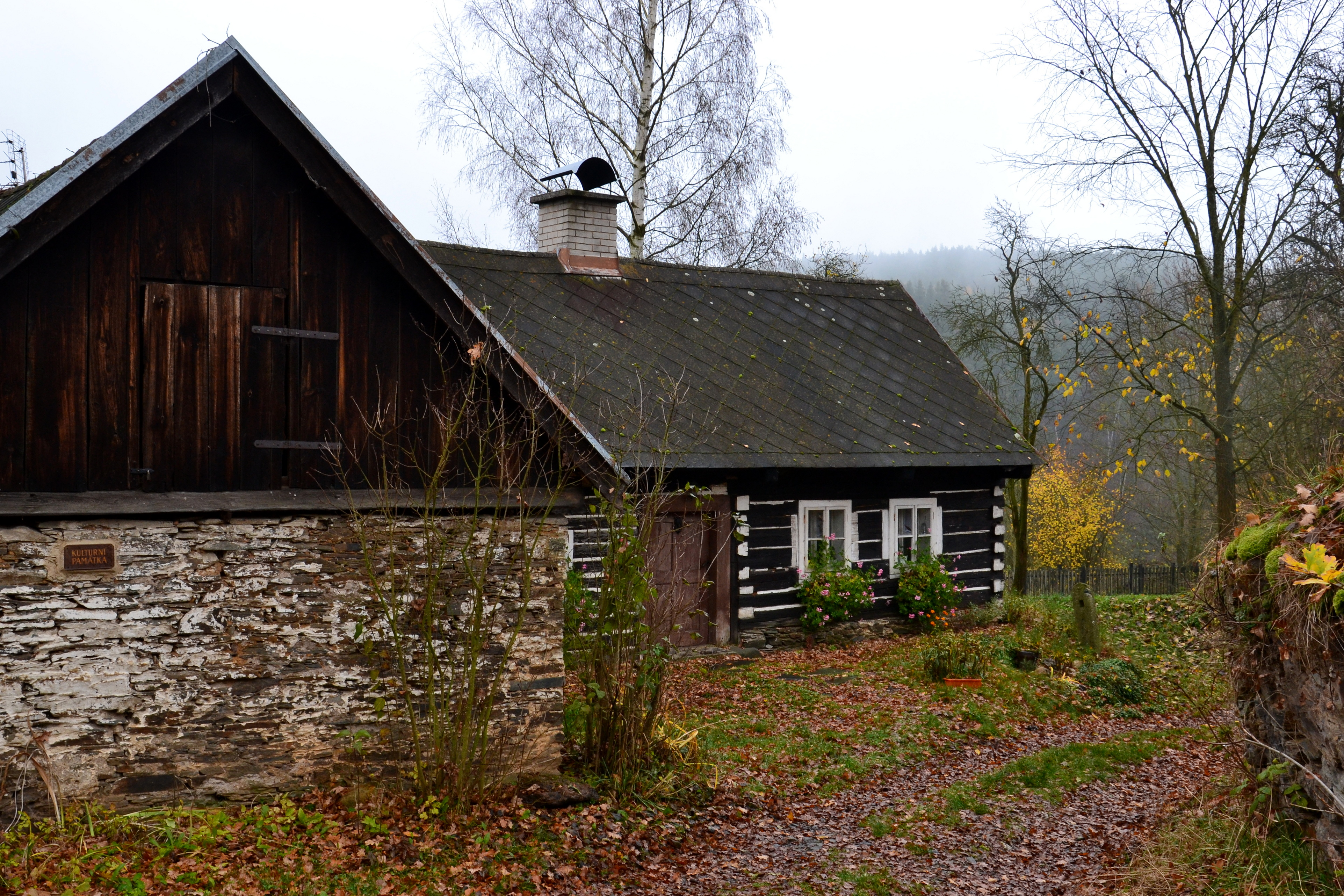
Roubená usedlost
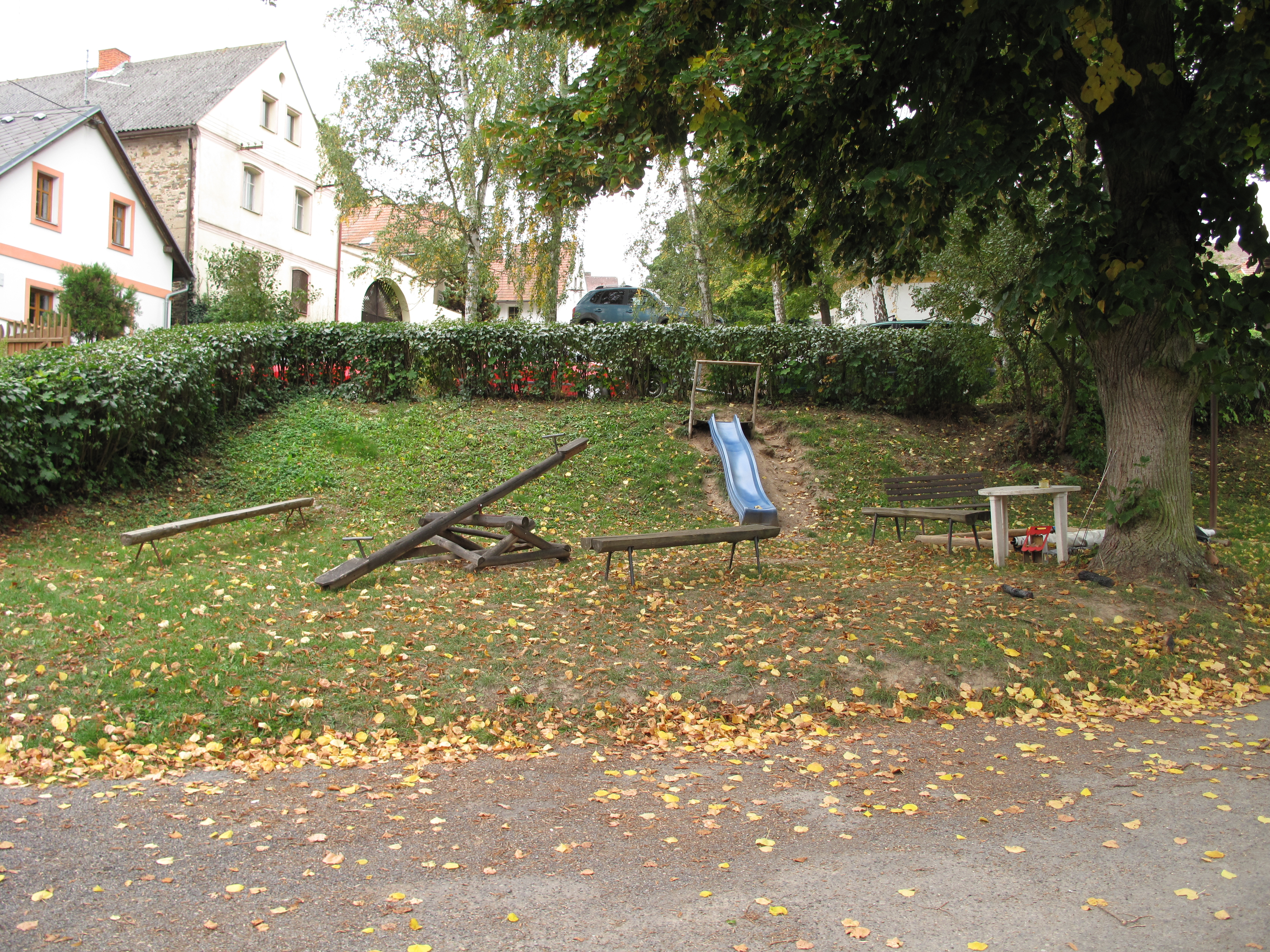
Dětské hřiště